# Clanis titan
Espèce
L'espèce Clanis titan  regroupe des insectes lépidoptères de la famille des Sphingidae, sous-famille des Sphinginae, de la tribu des Sphingini et du genre Clanis.

## Description
L'envergure du papillon varie de 128 à 148 mm.

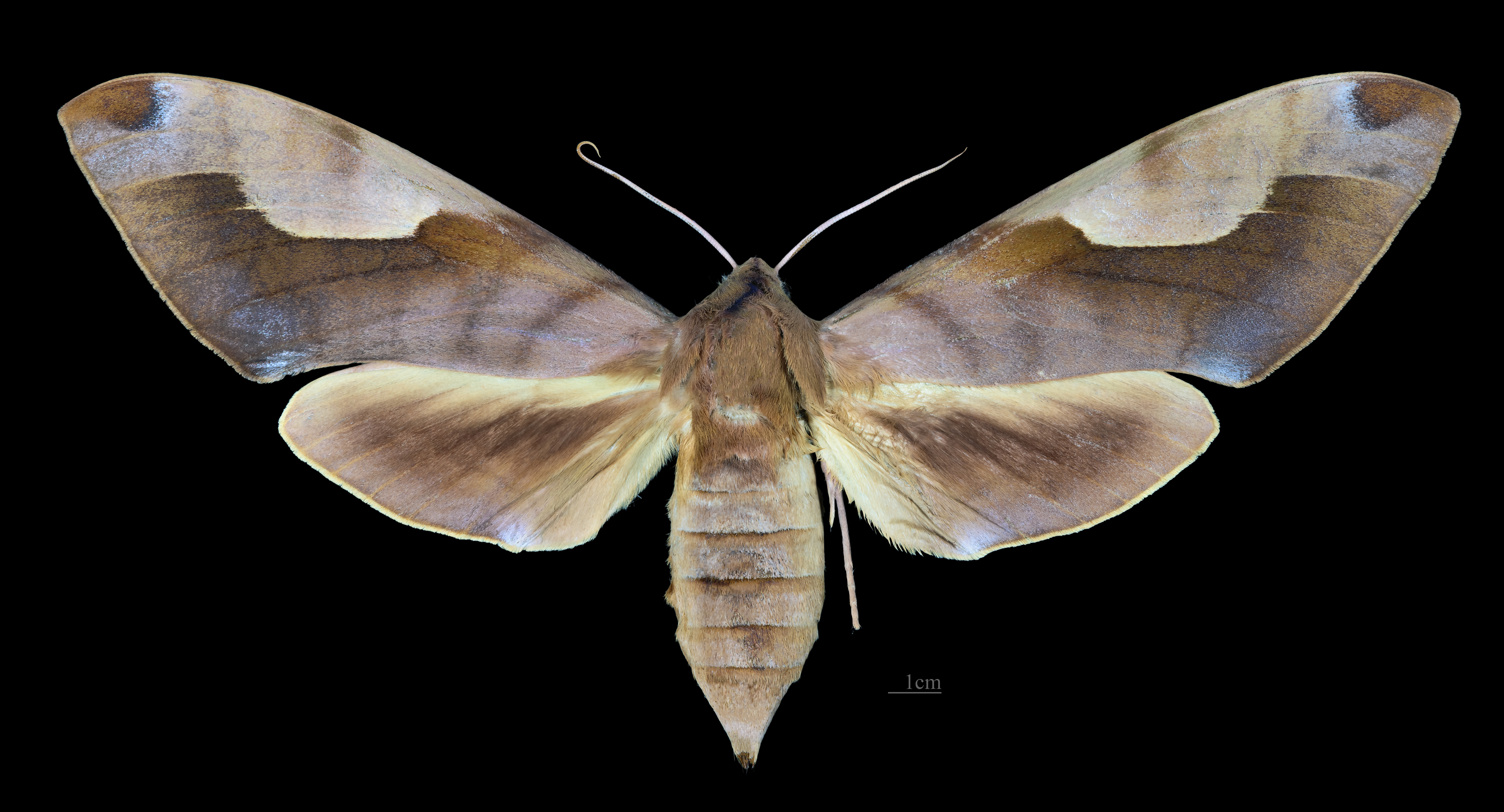
Avers de la femelle (coll.MHNT)
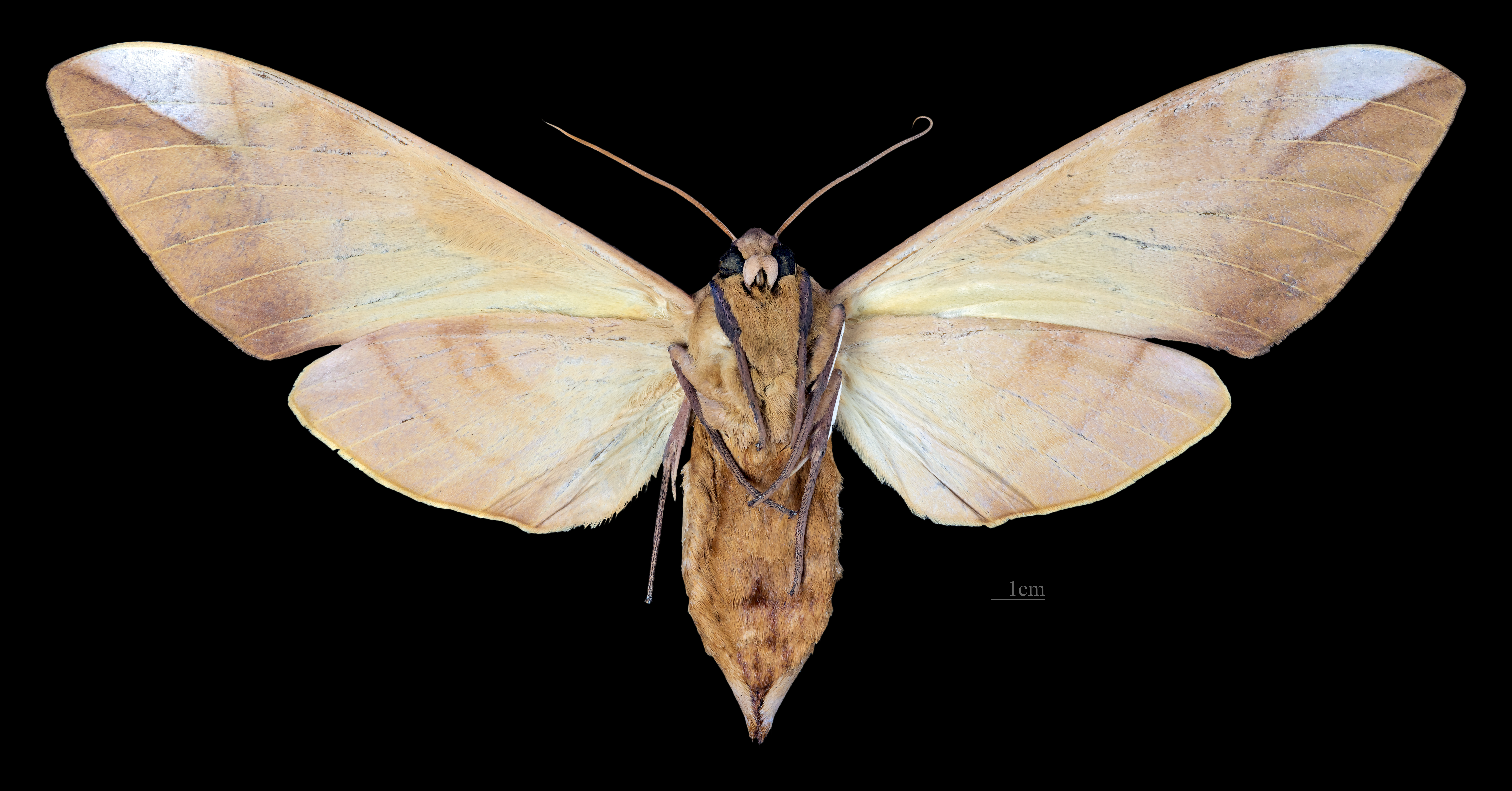
Revers de la femelle (coll.MHNT)

## Réparation et habitat
Répartition
L'espèce est connue en Inde et au Népal, à l'est et au sud à travers la Birmanie et le sud-ouest de la Chine (Yunnan) jusqu'en Thaïlande, au Vietnam et en Malaisie péninsulaire.
Habitat
Forêt humide.

## Biologie
Les chenilles ont été observées se nourrissant de Pterocarpus marsupium en Inde et de Dalbergia oliveri au Laos et en Thaïlande.

## Systématique
- L'espèce a été décrite par les entomologistes britanniques Lionel Walter Rothschild et Heinrich Ernst Karl Jordan, en 1903[1].
- La localité type est la région de Khasia Hills, au Nord de l'Inde.